# Бернд Гельценбайн
Бернд Гельценбайн (нім. Bernd Hölzenbein, 9 березня 1946, Дерн, Рункель — 15 квітня 2024) — колишній німецький футболіст, що грав на позиції флангового півзахисника та нападника.
Виступав, зокрема, за клуб «Айнтрахт», а також національну збірну Німеччини. У складі збірної — чемпіон світу.

## Клубна кар'єра
Вихованець клубу «Дерн», де перебував у 1956—1966 роках, після чого потрапив у «Айнтрахт» (Франкфурт-на-Майні). Однак він дебютував у Бундеслізі лише в сезоні 1967/68, в 12-му турі Бернд вийшов на поле на 78-й хвилині тренером Елеком Шварцом. Загалом у Бундеслізі він зіграв 420 разів за «Айнтрахт» з 1967 по 1981 рік, став володарем Кубка ФРН в 1974, 1975 та 1981 роках, а також переможцями Кубка УЄФА в 1980 році. Його 160 забитих голів є клубним рекордом.

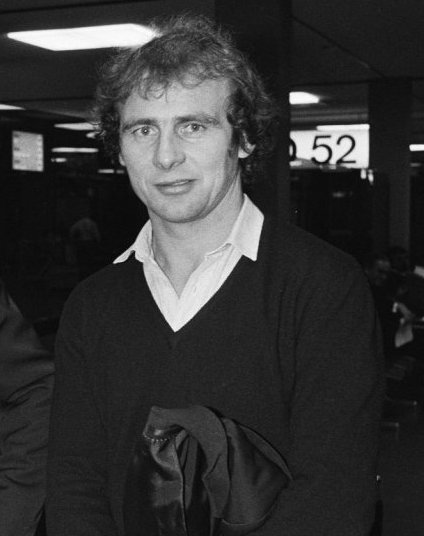
Бернд Гельценбайн 1979 року

У 1981 році за пропозицією Герда Мюллера Гельценбайн поїхав в Америку, оскільки не зміг домогтися від керівництва «Айнтрахта» підвищення зарплати, і став партнером Мюллера по клубу «Форт-Лодердейл Страйкерс» в Північноамериканській футбольній лізі. Після цього виступав у Major Indoor Soccer League за «Мемфіс Амеріканс» та «Балтимор Бласт».
Однак професійну ігрову кар'єру Бернд завершив на батьківщині у «Зальмрорі» в Оберлізі Південний Захід, за команду якого виступав протягом 1985—1986 років.

## Виступи за збірну
7 травня 1969 року дебютував за молодіжну збірну ФРН U-23 у матчі проти збірної Австрії (2:2) в Граці, а 24 вересня 1969 року у матчі проти збірної Румунії в Бухаресті провів свій другий і останній матч за цю збірну (1:2). Згодом 29 березня 1972 року зіграв свій єдиний матч за другу збірну ФРН у Тутубаньї проти Угорщини (2:1).
10 жовтня 1973 року дебютував в офіційних іграх у складі національної збірної Німеччини в матчі проти Австрії. Наступного року у складі збірної був учасником домашнього чемпіонату світу 1974 року, здобувши того року титул чемпіона світу. У фінальному матчі при рахунку 1:0 на користь Нідерландів, Гельценбайн з м'ячем на високій швидкості увірвався в штрафний майдагчик «помаранчевих», де був збитий голландським захисником Вімом Янсеном. Арбітр призначив пенальті і Пауль Брайтнер зрівняв рахунок. Через кілька хвилин Мюллер забив другий м'яч і Німеччина стала чемпіоном.
Через два роки Бернд знову став важливою фігурою у фінальному матчі, цього разу на чемпіонаті Європи 1976 року в Югославії. В кінцівці матчу Гельценбайн забив гол, завдяки якому ФРН здобула нічию в основний час, але все ж поступилась по пенальті, здобувши «срібло» чемпіонату.
Останнім великим турніром для Гельценбайна став чемпіонат світу 1978 року в Аргентині, де ФРН не подолала другий груповий етап. При цьому в останньому матчі, який отримав назву «Кардобське диво», Гельценбайн навіть відзначився голом, проте його збірна сенсаційно поступилась 2:3 австрійцям і не вийшла з групи.
Протягом кар'єри у національній команді, яка тривала 6 років, провів у формі головної команди країни 40 матчів, забивши 5 голів.

## Подальша робота
Після завершення ігрової кар'єри почав працювати помічником Горста Гесе у «Вікторії» (Ашаффенбург). Також був віце-президентом «Айнтрахта» (Франкфурт) з листопада 1988 року по листопад 1994 року. З 1 грудня 1994 року по 4 листопада 1996 року працював менеджером в «Айнтрахті». У той час він також володів тенісним та сквош-центром у Рідлінгені.
З 2004 року працював консультантом з питань спорту та головним скаутом в «Айнтрахті». Він також був офіційним послом чемпіонату світу та фінансував дослідницький проєкт STOCCER.

## Особисте життя
Жив у місті Ной-Ізенбург, районі Гравенбрух. Був одружений і мав двох дітей. 
Помер 15 квітня 2024 року після тривалої тяжкої хвороби у віці 78 років.

## Досягнення

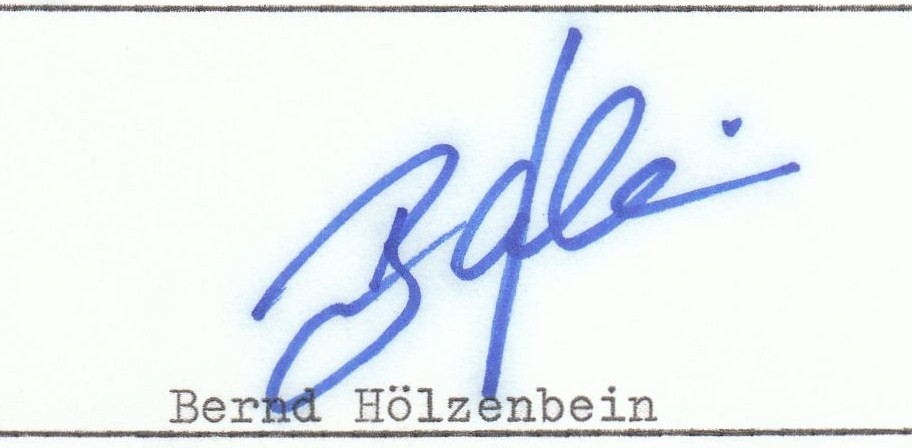
Підпис гравця

- Володар Кубка Німеччини:

«Айнтрахт»: 1973/74, 1974/75, 1980/81
- Володар Кубка УЄФА:

«Айнтрахт»: 1979/80
Збірні
- Чемпіон світу: 1974
- Віце-чемпіон Європи: 1976